# 히가시 존
히가시 존(일본어: 東 ジョン, 2002년 5월 2일~)는 일본의 축구 선수이다.

## 구단 경력
그는 2021년 J1리그의 나고야 그램퍼스에 입단했다. 2021년 J2리그의 도치기 SC로 임대 이적했다. 2022년 나고야 그램퍼스로 복귀했다. 2023년 5월부터 2024년까지 미토 홀리호크, SC 사가미하라, FC 류큐에서 뛰었다. 2025년 J2리그의 방포레 고후로 이적했다.